# BMW Open 2013
BMW Open 2013 — тенісний турнір, що проходив на ґрунтових кортах у місті Мюнхен, Німеччина з 29 квітня. Належав до категорії ATP World Tour 250.

## Фінальна частина

### Одиночний розряд
Томмі Гаас —  Філіпп Кольшрайбер 6–3, 7–6(7–3)

### Парний розряд
Яркко Ніємінен /  Дмитро Турсунов —  Маркос Багдатіс /  Ерік Буторак 6–1, 6–4